# بنديوكارب
بنديوكارب (بالإنجليزية: Bendiocarb)‏ هو مبيد حشري كميائي (كارباماتى) شديد السمية يستخدم في الصحة العامة والزراعة وهو فعال ضد مجموعة واسعة من الحشرات الناقلة للأمراض. يتم بيع أو بيع العديد من منتجات بنديوكارب تحت الاسمين التجاريين "Ficam" و "Turcam".
تم مؤخراً إلغاء جميع المنتجات المحتوية على مادة البنديوكارب في الولايات المتحدة، بعد أن اختار مصنعوها طواعية سحب منتجاتهم من السوق، بدلاً من إجراء دراسات السلامة الإضافية التي تتطلبها وكالة حماية البيئة. في بلدان أخرى، لا يزال يستخدم في المنازل والمنشآت الصناعية ومواقع تخزين الأغذية للتحكم في البق والبعوض والذباب والدبابير والنمل والبراغيث والصراصير والسمك الفضي والقراد، لكن يمكن استخدامه ضد مجموعة واسعة من الحشرات أيضًا كما القواقع والرخويات. إنه واحد من 12 مبيد حشري أوصت به منظمة الصحة العالمية لاستخدامه في مكافحة الملاريا.
لا يعتبر البنديوكارب مادة مسرطنة، لكنه سام للغاية. مثل الكارباميتات الأخرى، فإنه يمنع بشكل غير صحيح أستيل كولين استراز، وهو إنزيم مطلوب للانتقال الطبيعي لنبضات الأعصاب. يرتبط البنديوكارب بالموقع النشط لهذا الانزيم مما يؤدي إلى تراكم الأسيتيل كولين، وهو أمر ضروري لنقل نبضات العصب، في مواقع العضلات العصبية.
تم اختراع Bendiocarb في عام 1971 وتم تقديمه لأول مرة إلى السوق من قبل Fisons Ltd. ، ويتم تسويقه حاليًا بواسطة Bayer CropScience و Kuo Ching تحت أسماء تجارية مختلفة: Ficam و Dycarb و Garvox و Turcam و Niomil و Seedox و Tattoo
بنديوكارب شديد السمية للطيور والسمك. في أنسجة الثدييات، تفرز الكاربامات عمومًا بسرعة ولا تتراكم.